# Cutsdean
Cutsdean é uma paróquia e aldeia do distrito de Cotswold, no condado de Gloucestershire, na Inglaterra. 